# Tanja Damaske
Tanja Damaske, född den 11 november 1971 i Berlin, är en tysk före detta friidrottare som tävlade i spjutkastning. Under början av sin karriär tävlade hon för Östtyskland.
Damaskes genombrott kom när hon vann guld vid juniorvärldsmästerskapen 1990. Hon deltog vid världsmästerskapen 1995 där hon slutade sexa. Bättre gick det vid världsmästerskapen 1997 i Aten då hon blev bronsmedaljör efter ett kast på 67,12. Vid Europamästerskapen 1998 i Budapest vann hon guld efter ett kast på 69,10.